# Байонет-Пойнт (Флорида)
Байонет-Пойнт (англ. Bayonet Point) — переписна місцевість (CDP) в США, в окрузі Паско штату Флорида. Населення — 26 713 особи (2020).

## Географія
Байонет-Пойнт розташований за координатами 28°19′29″ пн. ш. 82°41′2″ зх. д. / 28.32472° пн. ш. 82.68389° зх. д. (28.324706, -82.683960).  За даними Бюро перепису населення США в 2010 році переписна місцевість мала площу 15,00 км², з яких 14,86 км² — суходіл та 0,14 км² — водойми.

## Демографія
Згідно з переписом 2010 року, у переписній місцевості мешкало 23 467 осіб у 10 727 домогосподарствах у складі 6214 родин. Густота населення становила 1565 осіб/км².  Було 13091 помешкання (873/км²).
Расовий склад населення:
| - 92,3 % — білих - 1,9 % — чорних або афроамериканців - 1,2 % — азіатів - 0,3 % — корінних американців - 0,1 % — вихідців з тихоокеанських островів - 1,9 % — осіб інших рас |

До двох чи більше рас належало 2,3 %. Частка іспаномовних становила 9,0 % від усіх жителів.
За віковим діапазоном населення розподілялося таким чином: 18,4 % — особи молодші 18 років, 51,0 % — особи у віці 18—64 років, 30,6 % — особи у віці 65 років та старші. Медіана віку мешканця становила 48,9 року. На 100 осіб жіночої статі у переписній місцевості припадало 88,7 чоловіків;  на 100 жінок у віці від 18 років та старших — 84,8 чоловіків також старших 18 років.
Середній дохід на одне домашнє господарство  становив 38 757 доларів США (медіана — 32 306), а середній дохід на одну сім'ю — 44 408 доларів (медіана — 39 660). Медіана доходів становила 32 444 долари для чоловіків та 25 248 доларів для жінок. За межею бідності перебувало 19,5 % осіб, у тому числі 33,0 % дітей у віці до 18 років та 8,3 % осіб у віці 65 років та старших.
Цивільне працевлаштоване населення становило 8241 особа. Основні галузі зайнятості: освіта, охорона здоров'я та соціальна допомога — 23,1 %, роздрібна торгівля — 16,1 %, мистецтво, розваги та відпочинок — 13,7 %.